# Eutolmus polypogon
Eutolmus polypogon là một loài ruồi trong họ Asilidae. Eutolmus polypogon được Loew miêu tả năm 1848. Loài này phân bố ở vùng Cổ Bắc giới và châu Á.